# Specijalni efekti
Posebni ili specijalni efekti (SPFX ili SFX) koriste se u filmskoj, televizijskoj i zabavnoj industriji za stvaranje efekata koji se ne mogu postići u normalnim uvjetima, kao što je putovanje u drugu galaksiju, stvaranje velikih eksplozija ili prepravljanje, dodavanje ili uklanjanje nekih objekata iz filmske scene. Specijalne efekte sve više zamjenjuju računalski stvoreni efekti (CGI), iako se često događa da se koriste i specijalni i računarski efekti. Specijalni efekti tradicionalno su podijeljeni u kategorije za optičke efekte i mehaničke efekte. Pojavom digitalnog snimanja filmova, razlika između specijalnih efekata i vizualnih efekata je porasla, a vizualni se odnose na digitalnu postprodukciju, dok se „specijalni efekti” odnose na mehaničke i optičke efekte. Mehanički efekti (koji se nazivaju i praktični efekti ili fizički efekti) obično se postižu tijekom snimanja žive akcije. To uključuje korištenje mehaniziranih pozorničkih rekvizita, krajolika, maketa, animatronike, pirotehnike i atmosferskih efekata: stvaranje vjetra, kiše, magle, snijega, oblaka, itd. Automobil za kojeg se čini da vozi sam i raznosi zgradu primjeri su mehaničkih efekata. Mehanički efekti često su uključeni u scenografiju i šminku. Na primjer, set može biti izgrađen s vratima ili zidovima koji se raspadaju kako bi se poboljšala scena borbe ili šminka umjetnog lica može se koristiti kako bi glumac izgledao kao neljudsko biće.
Optički efekti (koji se nazivaju i fotografski efekti) tehnika su pomoću koje se slike ili sekvence filma stvaraju fotografski, bilo „u kameri” pomoću višestruke izloženosti, složenih snimaka, ili Schüfftanovog procesa, ili u postprodukciji pomoću optičkih printera. Optički efekt može se koristiti za postavljanje glumaca ili setova nasuprot različitih pozadina.

## Povijest
Godine 1856., Oscar Gustave Rejlander stvorio je prve „trik fotografije” na svijetu kombinacijom različitih dijelova od 30 negativa u jednu sliku. Godine 1895., Alfred Clark stvorio je ono što se obično prihvaća kao prvi specijalni efekt ikada napravljen za pokretne slike. Dok je snimao scenu obezglavljivanja Marije Stuart, Clark je nagovorio glumca da se popne na stratište u Marijinoj odjeći. Dok je krvnik dizao sjekiru iznad glave, Clark je zaustavio kameru, i naredio je svim glumcima da se ne pokreću, a zatim je glumac koji je igrao Mariju napustio set. Clark je stavio lutku umjesto Marije na mjesto pogubljenja, ponovo pokrenuo snimanje, i dozvolio krvniku da spusti sjekiru, i odsiječe glavu lutke. Ne samo da je to bila prva upotreba trikova u filmu, već je to bila prva vrsta fotografskih trikova koja je bila moguća samo u filmu, poznata kao „stop trik”.
Francuski iluzionist Georges Méliès 1896. godine slučajno je otkrio isti „stop trik”. Prema Mélièsu, njegov je fotoaparat bio zaglavljen dok je snimao scenu ulica u Parizu. Kada je prikazao film, otkrio je da je „stop trik” pretvorio kamion u mrtvačka kola, pješak je promijenio pravac kretanja, a muškarci se pretvaraju u žene. Méliès, menadžer u kazalištu Robert-Houdin, bio je inspiriran da do 1914. godine snimi više od 500 kratkih filmova. Za to je vrijeme razvio tehnike kao što su dvostruka ekspozicija, ubrzani snimci, snimci koji postepeno blijede, i ručno oslikavanje boja. Zbog svoje sposobnosti da naizgled manipulira i prikaže stvarnost sa svojim kinematografom, kao plodan stvaralac Méliès se ponekad naziva „kinomađioničarem”. Njegov najpoznatiji film, Put na Mjesec (francuski: Voyage dans la Lun, 1902.), kapriciozna je parodija romana Julesa Vernea Od Zemlje do Mjeseca. Tu se ističu kombinacije žive akcije i animacije, a također su uključene opsežne makete i naslikana pozadina scene.
Od 1910. do 1920. godine, glavna inovacija u području specijalnih efekata bila je poboljšanje naslikane pozadine koje je snimao Norman Dawn. Originalne scene naslikane pozadine, bile su pokrivene komadima kartona postavljenim da blokiraju izloženost filmu, koje su kasnije bile izložene. Umjesto da koristi kartone za blokiranje određenih scena izloženosti filmu, Dawn je jednostavno bojio određene dijelove scene u crno kako bi onemogućio izlaganje filmu. Od djelomično izloženog filma, jedan kadar bi se zatim bio projektiran na stalak, gdje je nacrtana slika. Sa stvaranjem iluzije slike direktno iz filma, postalo je nevjerojatno lako prikazati sliku s pravilnim odnosom i perspektivom. Dawnova tehnika ušla je u udžbenike filmskih tehnika zbog prirodnih slika koje je stvorio.

## Vanjske poveznice
- Posebni efekti Hrvatska enciklopedija
- Video (03:04) – Evolution of Special Effects since 1878.
- Cinefex magazine
- American Cinematographer magazine